# Lurah Ampalu
Lurah Ampalu is een bestuurslaag in het regentschap Padang Pariaman van de provincie West-Sumatra, Indonesië. Lurah Ampalu telt 5869 inwoners (volkstelling 2010).